# Isidor Straus

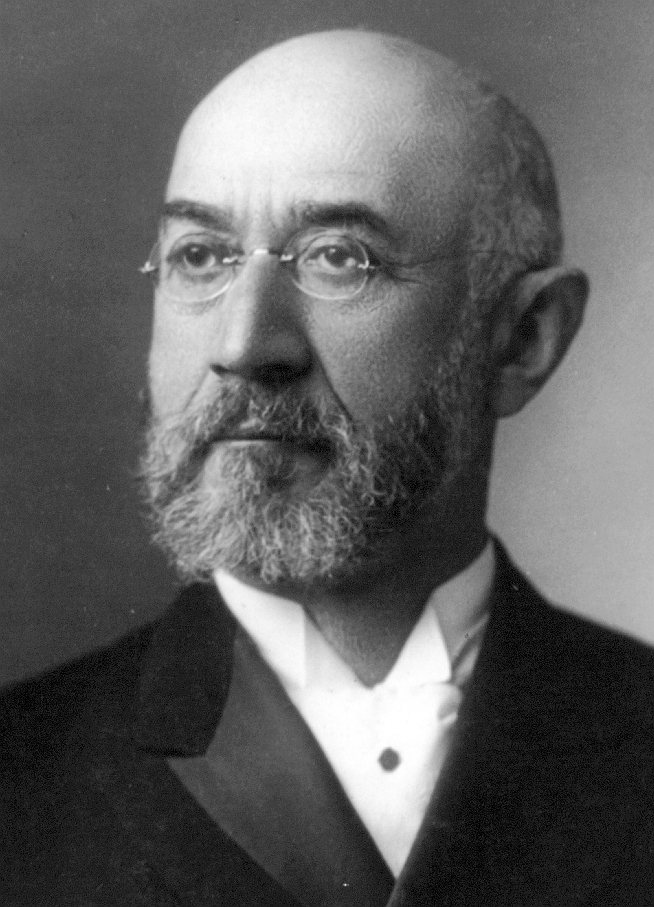
Isidor Straus (1903)

Isidor Straus und Ehefrau Ida, Hochzeitsbild 1871

Isidor Straus (* 24. März 1845 in Otterberg, Königreich Bayern; † 15. April 1912 im Nordatlantik beim Untergang der Titanic) war ein deutsch-amerikanischer Geschäftsmann und Politiker.

## Leben
Straus wurde 1845 in Otterberg bei Kaiserslautern als Sohn des Geschäftsmannes Lazarus Straus (1809–1898) und dessen Frau Sara (1823–1876) geboren. Er hatte drei jüngere Geschwister: Hermine (1846–1922), Nathan (1848–1931) und Oscar Solomon Straus (1850–1926).
Isidors Vater handelte in seinem eigenen Geschäft mit Saatgut und Getreide. Die jüdische Familie drückten Schulden seit einer Geschäftsübernahme, die schwierige wirtschaftliche Situation der überwiegend von Handwerk und Landwirtschaft lebenden Menschen (die Industrialisierung in Deutschland hatte auf dem Land noch nicht eingesetzt) erschwerte die Lebenslage. Zehntausende Pfälzer wanderten in dieser Zeit nach Amerika aus. Wenige Jahre nach der gewaltsamen Niederschlagung der Revolution von 1848, die Lazarus die Hoffnung auf ein demokratisches, liberales Deutschland bzw. die Chance auf volle Bürgerrechte für Menschen jüdischen Glaubens nahm, entschloss er sich, im Jahr 1852 – zunächst allein – in die USA auszuwandern und sich in Talbotton, Georgia, niederzulassen. Der Rest seiner Familie folgte zwei Jahre später mit einem Schiff namens St. Louis, das für die Überfahrt über den Atlantik von Le Havre nach New York 13 Tage benötigte.
Mit 17 Jahren wurde Isidor Sekretär bei der Georgia Importing and Exporting Company seines Vaters. In dieser Zeit, während des Sezessionskriegs gelangten Güter des täglichen Bedarfs aus dem von den Unionsstaaten regierten Norden der USA nicht mehr in den Süden. Die Firma hatte die Absicht, durch den Handel mit Europa die Blockade der Union zu umgehen. Isidor Straus reiste im Auftrag der Firma seines Vaters nach England, um dort Waren für die Südstaaten einzukaufen. Nach Ende des Amerikanischen Bürgerkriegs zog die Familie Straus nach New York. Lazarus und Isidor Straus gründeten einen Geschirr- und Glaswarenhandel und konnten im Untergeschoss des Warenhauses R. H. Macy bzw. Macy’s an der 14th Street eine eigene Abteilung einrichten. Nach dem Tod des Inhabers Rowland Hussey Macy übernahm die Familie Straus das Kaufhaus. In Rudolstadt (Thüringen) eröffnete die Familie Straus im Jahr 1882 eine eigene Porzellanmanufaktur und importierte mit der New York and Rudolstadt Pottery Company hochwertiges deutsches Porzellan nach Amerika.
1888 wurde Isidor Straus zusammen mit seinem Bruder Nathan Teilhaber des Kaufhauses. Sie waren nach damaligen Maßstäben soziale Arbeitgeber. Bei Macy’s führten sie kostenlosen Kaffee für alle Angestellten ein, stellten einen Betriebsarzt ein, richteten ein Betriebsrestaurant ein und organisierten Feriencamps für Angestellte. Im Laufe der Jahre eröffnete Familie Straus sowohl in den USA als auch in Deutschland mehrere Kaufhäuser. So unterhielt Isidor ab 1910 zwei Kaufhäuser in Berlin, das in jener Zeit zu den führenden Modestädten der Welt gehörte: Macy & Co. in der Wilhelmstraße (Hausnummer 45) und Abraham & Straus. Das Firmenimperium von Straus machte mit Berliner Konfektion in jener Zeit jährlich rund hundert Millionen Mark Umsatz. Mode aus Deutschland war jedoch nicht die einzige Handelsware.
1871 heiratete er Rosalie Ida Blün (1849–1912), die ebenfalls von deutscher Abstammung war. Zusammen hatten sie sieben Kinder (einer der Söhne starb jedoch schon im Kleinkindalter):
- Jesse Isidor Straus (1872–1936), heiratete Irma Nathan (1877–1970)
- Clarence Elias Straus (1874–1876), starb als Kleinkind
- Percy Selden Straus (1876–1944), heiratete Edith Abraham (1882–1957)
- Sara Straus (1878–1960), heiratete Dr. Alfred Fabian Hess (1875–1933)
- Minnie Straus (1880–1940), heiratete Richard Weil (1876–1917)
- Herbert Nathan Straus (1881–1933), heiratete Therese Kuhn (1884–1977)
- Vivian Straus (1886–1974), heiratete Dr. Herbert Adolph Scheftel (1875–1914) und George Dixon, Jr. (1891–1956)

Isidor Straus war darüber hinaus in den Jahren 1894 bis 1895 für die Demokraten Mitglied des US-Repräsentantenhauses.
Aufgrund einer Arterienerkrankung erlitt Isidors Frau Ida mehrere schwere Anfälle, weshalb sich das Ehepaar ab etwa 1909 etwas aus der Geschäftstätigkeit zurückzog, mehr auf Reisen ging und im Winter in Hotels wohnte.

### Auf der Titanic
Im Frühjahr 1912 reiste das Ehepaar Straus mit seiner 15-jährigen Enkelin Beatrice auf dem HAPAG-Dampfer Amerika nach Europa (die Familie Straus reiste fast ausschließlich auf deutschen Passagierschiffen) und verbrachte die meiste Zeit ihres Aufenthalts in Roquebrune-Cap-Martin in Südfrankreich. Als der Gewinn des New Yorker Kaufhauses sank, beschloss Isidor früher als geplant in die USA zurückzukehren. Für die Rückreise entschieden sie sich für die neue Titanic, ein britisches Schiff (Beatrice blieb bei Verwandten in Deutschland). Ida und Isidor Straus zählten sowohl zu den reichsten Passagieren an Bord des Luxusdampfers Titanic, als auch zu den reichsten US-Amerikanern in jener Zeit.
Am 10. April 1912 gingen Isidor und Ida Straus im britischen Southampton zusammen als Passagiere Erster Klasse an Bord. Begleitet wurden sie von ihrem Dienstboten John Farthing und dem Dienstmädchen Ellen Bird, beides Briten. Sie bewohnten die Suite C-55/57, die zu den luxuriösesten an Bord gehörte. Als das Schiff am 14. April um 23:40 Uhr mit einem Eisberg kollidierte, begab sich das Paar zum Rettungsboot Nr. 8 auf der Backbordseite. Da hier im Gegensatz zur Steuerbordseite keine Männer einsteigen durften, hätte Ida Straus allein gehen müssen. Man bot Isidor Straus an, bei ihm eine Ausnahme zu machen, aber er lehnte ab.
Da sich Ida Straus entschieden weigerte, ihren Mann zu verlassen, legte das Boot ohne sie ab. Sie bestand jedoch darauf, dass ihr Dienstmädchen Ellen in das Boot stieg und übergab ihr noch ihren Pelzmantel mit den Worten, sie werde ihn nicht mehr benötigen.
Manche sahen das Ehepaar später noch auf Liegestühlen sitzen, andere Augenzeugen offenbar auf dem Weg in seine Kabine. Weitere Überlebende sahen das Paar zuletzt Arm in Arm auf dem Deck der Titanic. Beide kamen bei der Katastrophe ums Leben. Während sich in den Vereinigten Staaten die Kinder des Paares auf den Weg nach New York machten, um Informationen über den Verbleib ihrer Eltern einzuholen, wurde Isidor Straus’ Leiche von dem Suchschiff Mackay-Bennett aus dem Atlantik geborgen. Ida Straus’ Leichnam wurde nicht gefunden. Heute erinnert ein Denkmal in New York City an das Paar.
An der Beerdigung von Isidor Straus auf dem Beth El Cemetery in Brooklyn sollen 40.000 Menschen teilgenommen haben. 1928 wurden Isidors Überreste auf den Woodlawn Cemetery verlegt, wo eine Inschrift mit dem Text aus dem Hohelied Salomons 8,7 am privaten Straus-Mausoleum an beide erinnert: „auch viele Wasser nicht mögen die Liebe auslöschen, noch die Ströme sie ertränken“.

## Rezeption in der Filmkunst
In den Verfilmungen des Schiffsunterganges wurde Isidor Straus von Roy Gordon (Untergang der Titanic, 1953), Meier Tzelniker (Die letzte Nacht der Titanic, 1958), Gordon Whiting (S.O.S. Titanic, 1979), Peter Haworth (Titanic, TV-Zweiteiler 1996) und Lew Palter (Titanic, 1997) dargestellt. In Letzterer tauchen er und seine Frau in einer kurzen Sequenz gegen Ende des Filmes auf, in der sie beide eng umschlungen auf ihrem Bett liegen, während das Wasser in den Raum strömt. In einer vorherigen Szene wird Idas Entschluss, bei ihrem Mann an Bord des Schiffes zu bleiben, thematisiert, welcher Eingang in die meisten Titanic-Filme gefunden hat, von James Cameron in seiner Filmversion jedoch herausgeschnitten wurde.